# KSK Vigri Tallinn
Il Vigri Tallinn era una società calcistica estone di Tallinn.

## Storia

### Unione Sovietica
Fondato nel 1980, solo 1991 raggiunge la massima serie, finendo il campionato in quinta posizione.

### Estonia
Dopo lo dissoluzione dell'Unione Sovietica partecipa al primo campionato estone, arrivando al girone per il titolo dove finisce nuovamente quinto. Dopo un nuovo quinto posto, cambia nome in Tevalte, ma, quando era in lotta per il titolo con i concittadini del Flora e del Norma, viene escluso dai campionati per una presunta combine.
Al termine della stagione seguente l'intervento della FIFA riabilitò il club, che fu così ripescato: la società, però cedette il titolo al TVMK, che giocò il campionato col nome di "Tevalte-Marlekor".
Ripartì perciò dalla II Liiga; dopo due stagioni nel 1997-1998 vinse il girone Nord, ottenendo la promozione in Esiliiga.  Nella stagione di transizione 1998 finì secondo avendo la possibilità di partecipare ai play-off promozione contro l'EP Jõhvi, ma perse il doppio confronto, mancando la possibilità di tornare alla Meistriliiga. Si spostò quindi a Tartu; l'anno seguente chiuse la sua storia spostandosi a Maardu e dando vita al "FC Maardu".

## Palmarès

### Competizioni nazionali
- II Liiga: 1

1997-1998

### Altri piazzamenti
- Coppa di Estonia:

Semifinalista: 1992-1993
- Esiliiga:

Secondo posto: 1998
Terzo posto: 1999

## Statistiche e record

### Partecipazione ai campionati
Nel seguito sono riportati esclusivamente i campionati post-sovietici, in quanto i precedenti erano a carattere regionale.
| Livello | Categoria    | Partecipazioni | Debutto   | Ultima stagione | Totale |
| ------- | ------------ | -------------- | --------- | --------------- | ------ |
| 1º      | Meistriliiga | 3              | 1992      | 1993-1994       | 3      |
| 2º      | Esiliiga     | 2              | 1998      | 1999            | 2      |
| 3º      | II Liiga     | 2              | 1996-1997 | 1997-1998       | 2      |